# 威斯特摩兰县 (弗吉尼亚州)
威斯特摩兰县（英語：Westmoreland County）是位于美国弗吉尼亚州的一个县，县治蒙特羅斯。据美国普查局2000年统计，该县共有人口16,718，其中白人占65.41%、非裔美国人30.89%、亚裔美国人占0.36%、美国原住民占0.28%。
成立於1653年，縣名來自英国的同名郡。

## 名人
- 乔治·华盛顿：美国第一任总统
- 詹姆斯·门罗：美国第五任总统
- 罗伯特·李：美国南北战争联盟国军队司令